# Hippodrome de Chartres
 (avril 2025).
L'hippodrome de Chartres est un champ de courses situé entre Chartexpo, le stade Jean Gallet et l'Odyssée. Il est situé dans le département d'Eure-et-Loir et en région Centre-Val de Loire.
L'hippodrome de Chartres est l'un des 17 hippodromes de la Fédération des Courses d'Île de France et de Haute Normandie.
C'est un hippodrome de 1re catégorie qui accueille des réunions de trot.

## Infrastructures
Avec sa piste en sable de 1 003 mètres, corde à gauche avec virages relevés, l'hippodrome dispose d'infrastructures récentes dont d'un hall de paris et d'une tribune couverte permettant d'accueillir les spectateurs.
Pour les professionnels, de nombreux boxes permettent d'accueillir les chevaux dans les meilleures conditions.

## Courses
Le champ de courses propose trois distances : 2 300 mètres, 2 825 mètres et 2 850 mètres.
L'hippodrome de Chartres permet de parier en PMH (Pari Mutuel Hippodrome) sur les courses se déroulant sur sa piste mais propose également des prises de paris nationaux grâce à son guichet PMU.

## Animations
L'hippodrome propose des animations notamment pour les plus petits. Ainsi, des baptêmes de poneys, des sulkyes à pédales, un stand de maquillage ou une structure gonflable pourront enchanter les enfants.

## Galerie photos

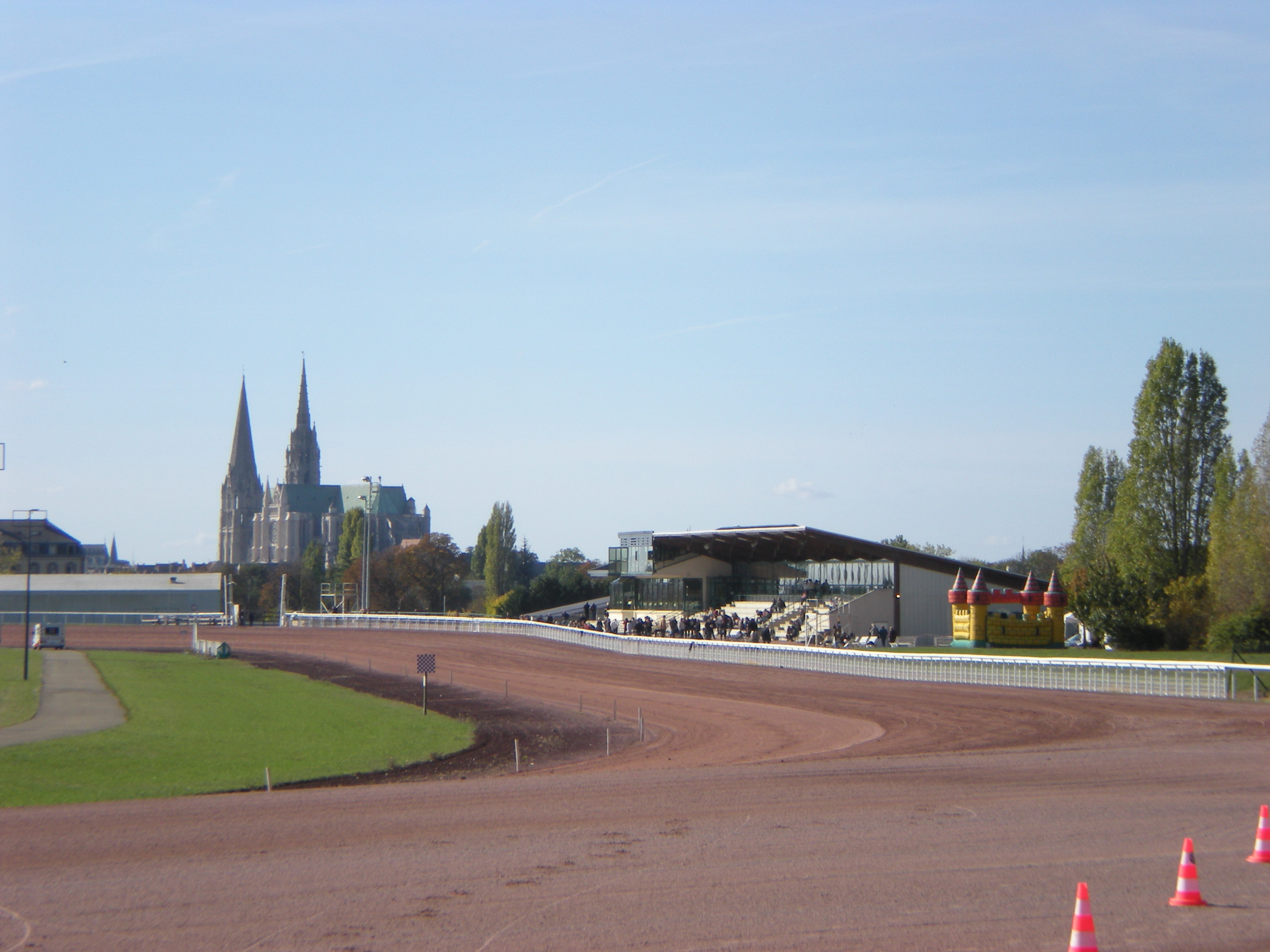
Hippodrome
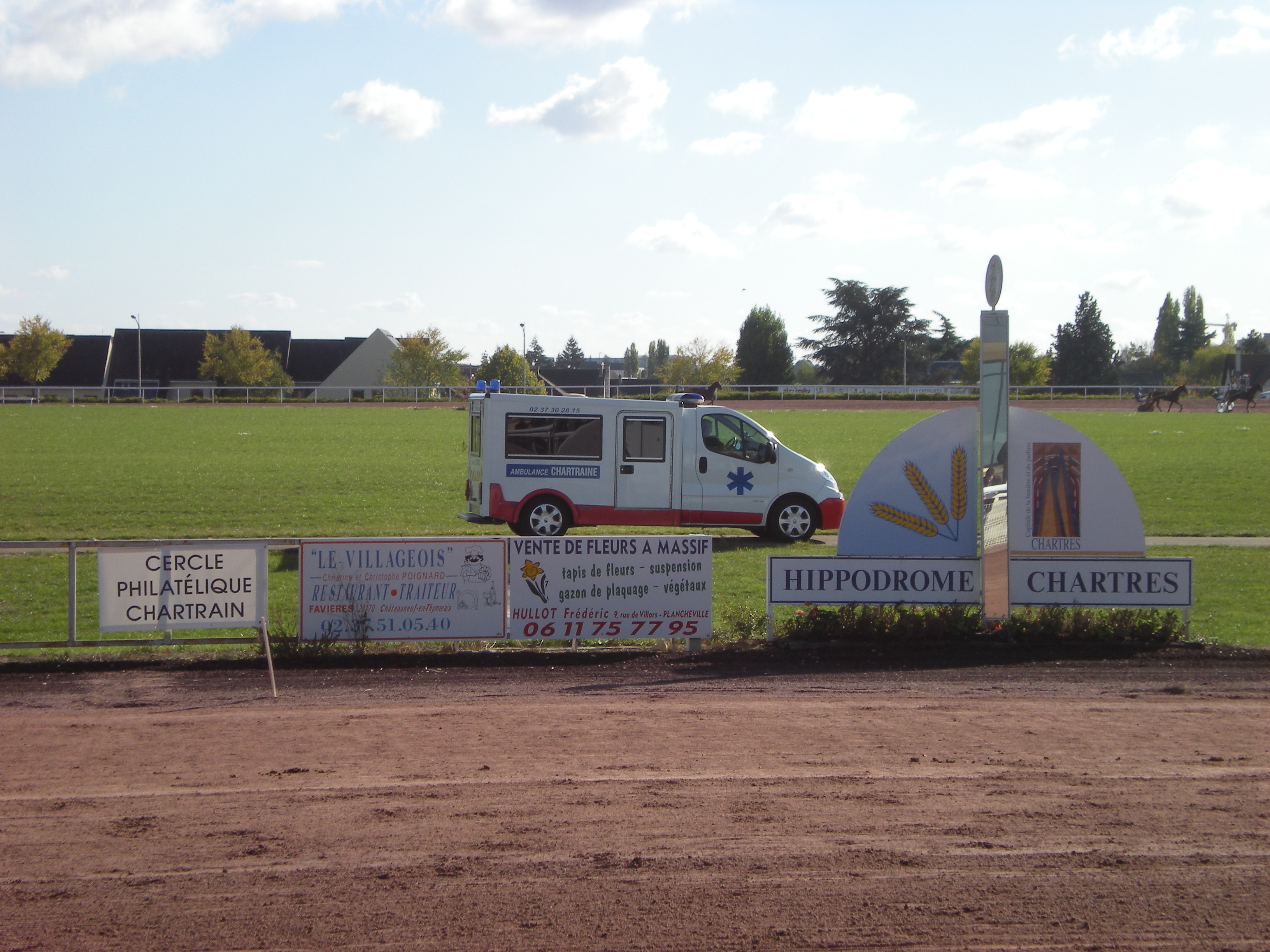
Poteau d'arrivée
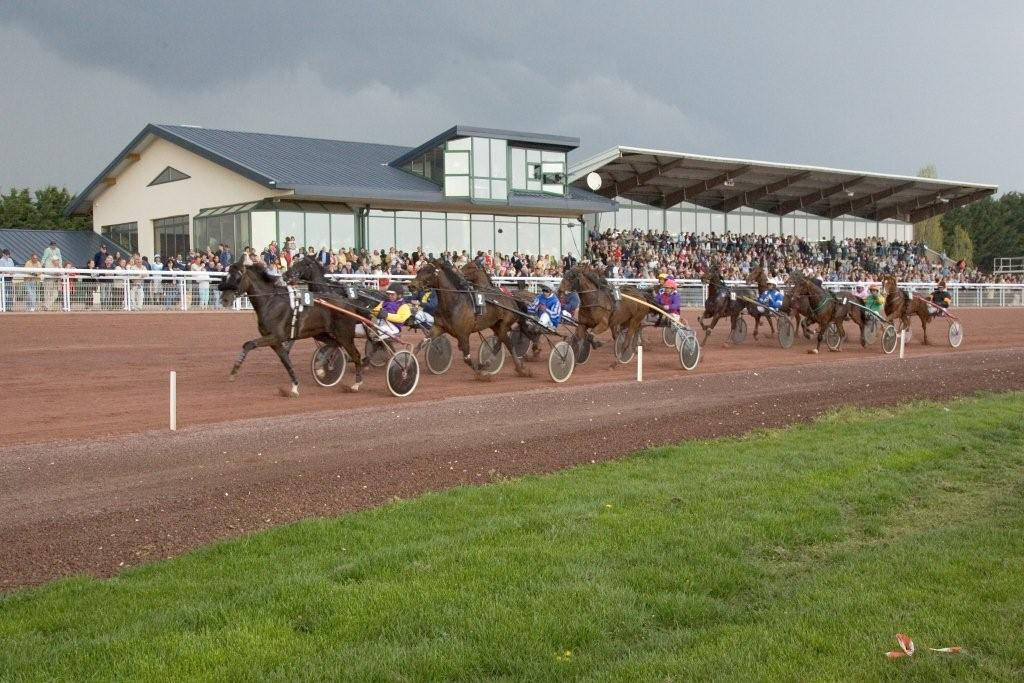
Trot attelé
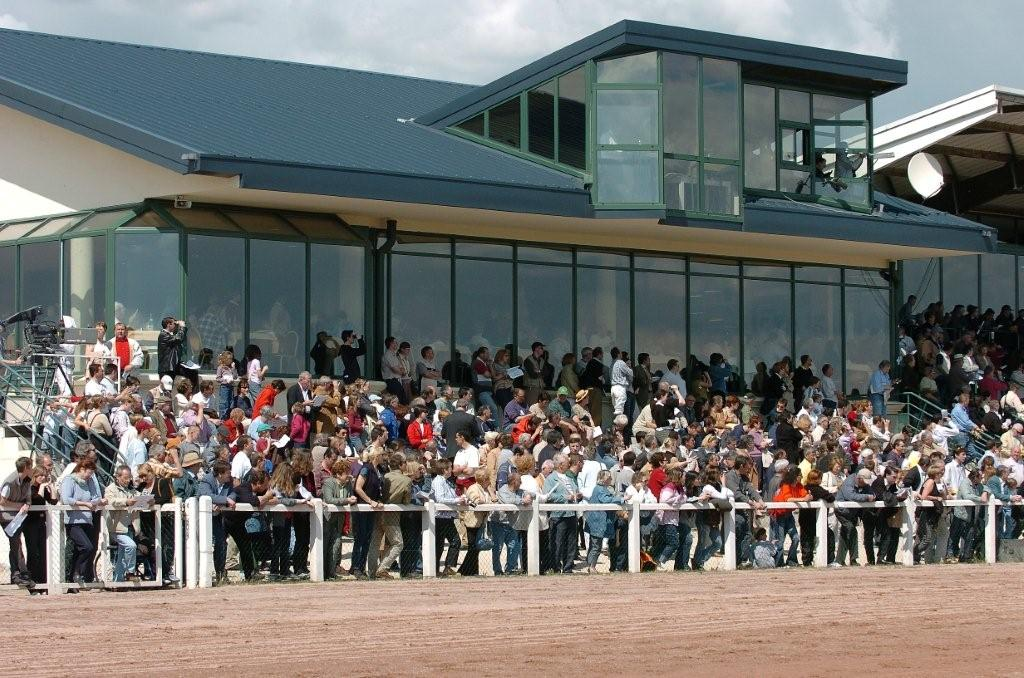
Tribune
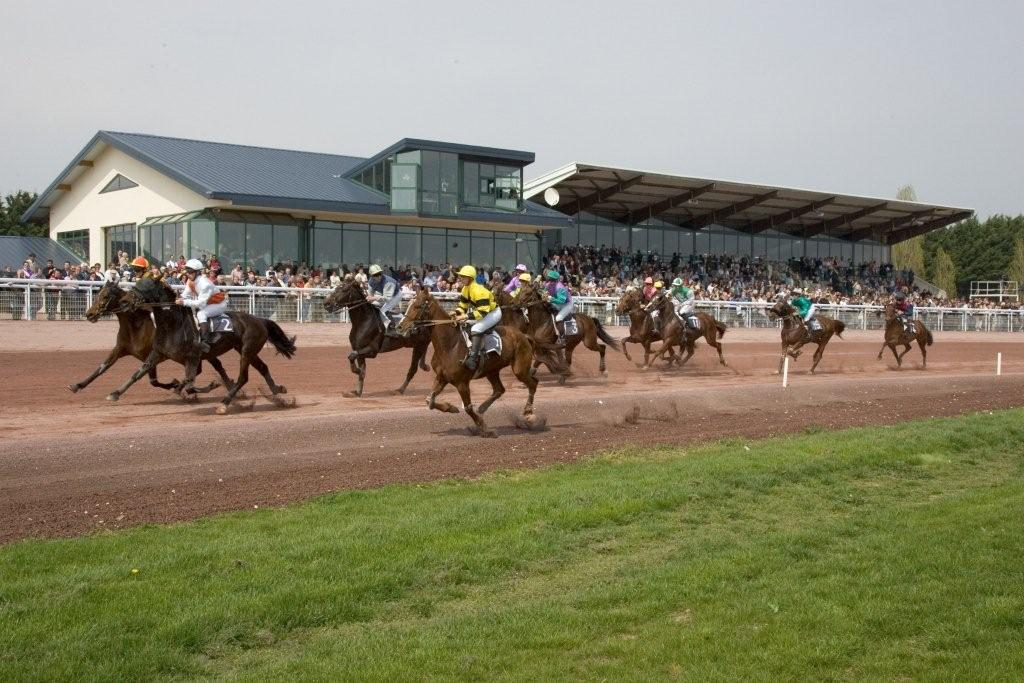
Trot monté

## Locations
L'hippodrome de Chartres propose son site à la location pour des mariages, des séminaires ou autres conventions. Ainsi, salle de restaurant (200 couverts), hall vous sont proposés. Une petite salle accueillant 40 à 50 personnes est également en location.
De plus, un parking de 500 places vous assurera tranquillité pour le stationnement.

## Accès à l'hippodrome
L'hippodrome se situe dans Chartres, à proximité du complexe aquatique l'Odyssée
- Accès en voiture : N10 Parc des expositions. A11 sortie Chartres-Est
- Accès en train : gare de Chartres
- Accès en avion : Aéroport de Paris-Orly